# 米尔恰三桅船
米尔恰三桅船（Mircea）是一艘三桅帆船，1938年由布洛姆－福斯在汉堡建造。它是一艘罗马尼亚海军训练船。这艘船的名字來源自米尔恰一世。第二次世界大战後，該船被苏联暂时接管，但后来又回到了罗马尼亚。

## 历史
1938年9月22日，该船下水。 
1939年4月27日，該船举行升国旗仪式，并于1939年5月1日开始服役。1939年5月17日，米尔恰駛入康斯坦察港。
1944年9月，該船被苏联当局拖走。1946年5月27日，蘇聯將該船隻還給罗马尼亚海军。
1966年1月19日，该船抵达汉堡，并于8月24日开始维修和改造。它于1966年11月7日返回康斯坦察。